# Old Horse Springs
Old Horse Springs è una comunità non incorporata della contea di Catron nel Nuovo Messico, negli Stati Uniti. Si trova a 20 miglia a nord-est di Aragon e 20 miglia a ovest di Datil. A ovest di Horse Springs si trova lo spartiacque continentale e a sud le pianure di San Agustin.

## Storia
Old Horse Springs aveva un ufficio postale dal 1879 al 1882. Il nome della città ebbe origine quando i soldati che viaggiavano dal Fort Tularosa a Socorro persero un cavallo. Apparentemente lo trovarono alle sorgenti calde naturali a circa mezzo miglio a ovest dell'insediamento. La comunità originale di Horse Springs è ora etichettata Old Horse Springs e si trova a due miglia a ovest di New Horse Springs.